# Södertälje sluss

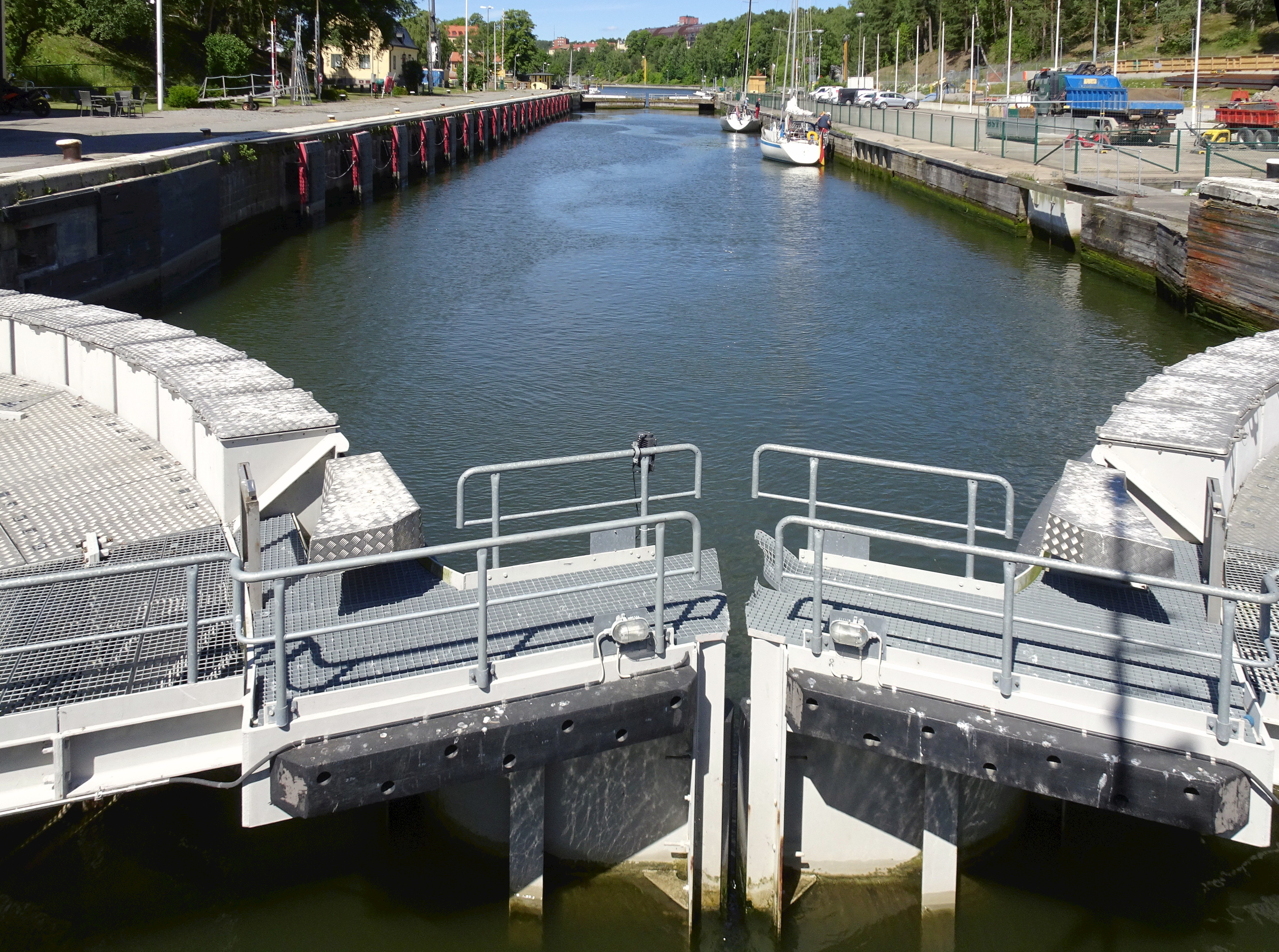
Södertälje sluss, vy mot norr, 2017.

Södertälje sluss (lokalt endast Slussen) är en sluss mellan Östersjön (Maren) och Mälaren (Linasundet) i Södertälje kanal i centrala Södertälje i Stockholms län. Klaffbron över södra slussporten kallas Slussbron. Slussen i Södertälje är den största i Norden för handelssjöfart.

## Första slussen
Det var under vattenbyggnadsingenjören Eric Nordewalls ledning mellan 1806 och 1809 som kanalen utrustades med sluss, och blev farbar hela vägen från Mälaren till Östersjön och tvärtom. Den första slusskammaren var 42 meter lång och portarna var handmanövrerade. Den låg ungefär 850 meter norr om dagens sluss. Över slussen fanns från början en rullbro av trä, som byttes mot en av järn 1889. På tidigt 1900-tal var kanalen dock alldeles för smal och kurvig för moderna fartyg, och under 1920-talet grävdes kanalen om och breddades. Eftersom kanalen breddades mot öster finns fortfarande rester i form av kajmur och maskineri bevarade. Uppe på Västra Kanalgatan kvarstår även gamla slusskontorets byggnad. 1924 invigdes en ny sluss längre söderut, samtidigt togs även en ny klaffbro i bruk (se Mälarbron). 

### Bilder, första slussen

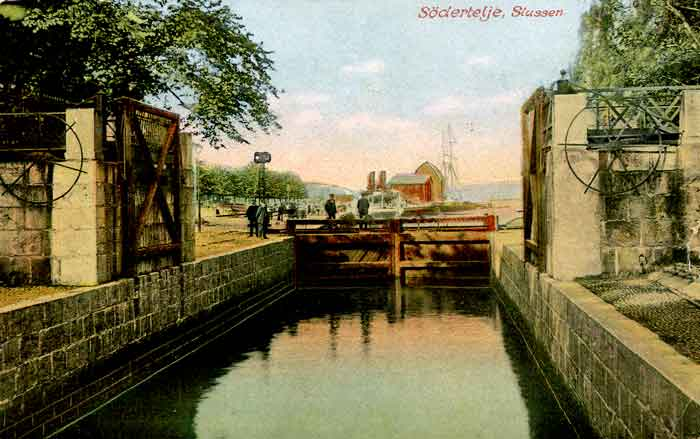
Gamla slussen på ett vykort från 1908.
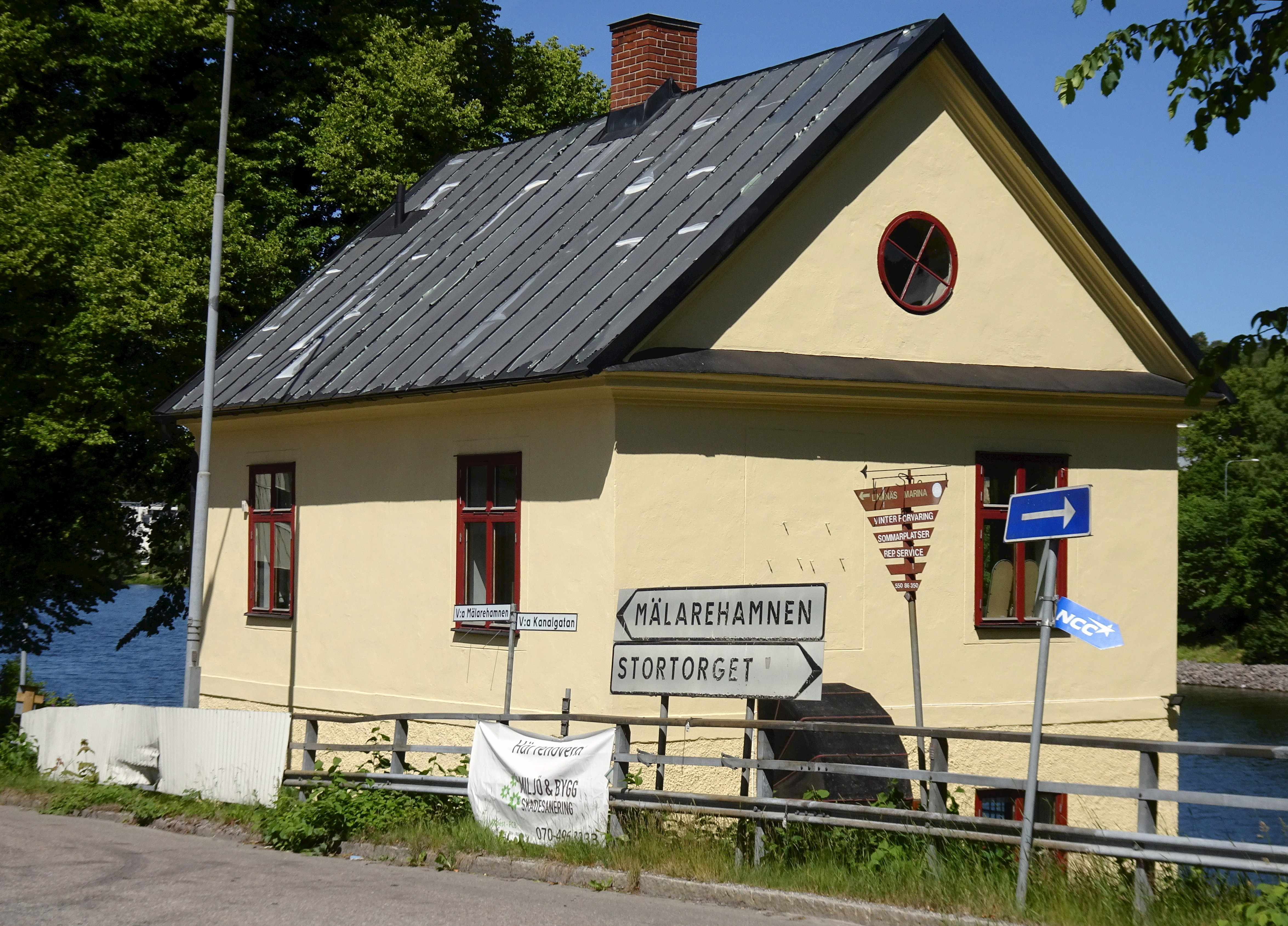
Gamla slusskontoret, 2017.
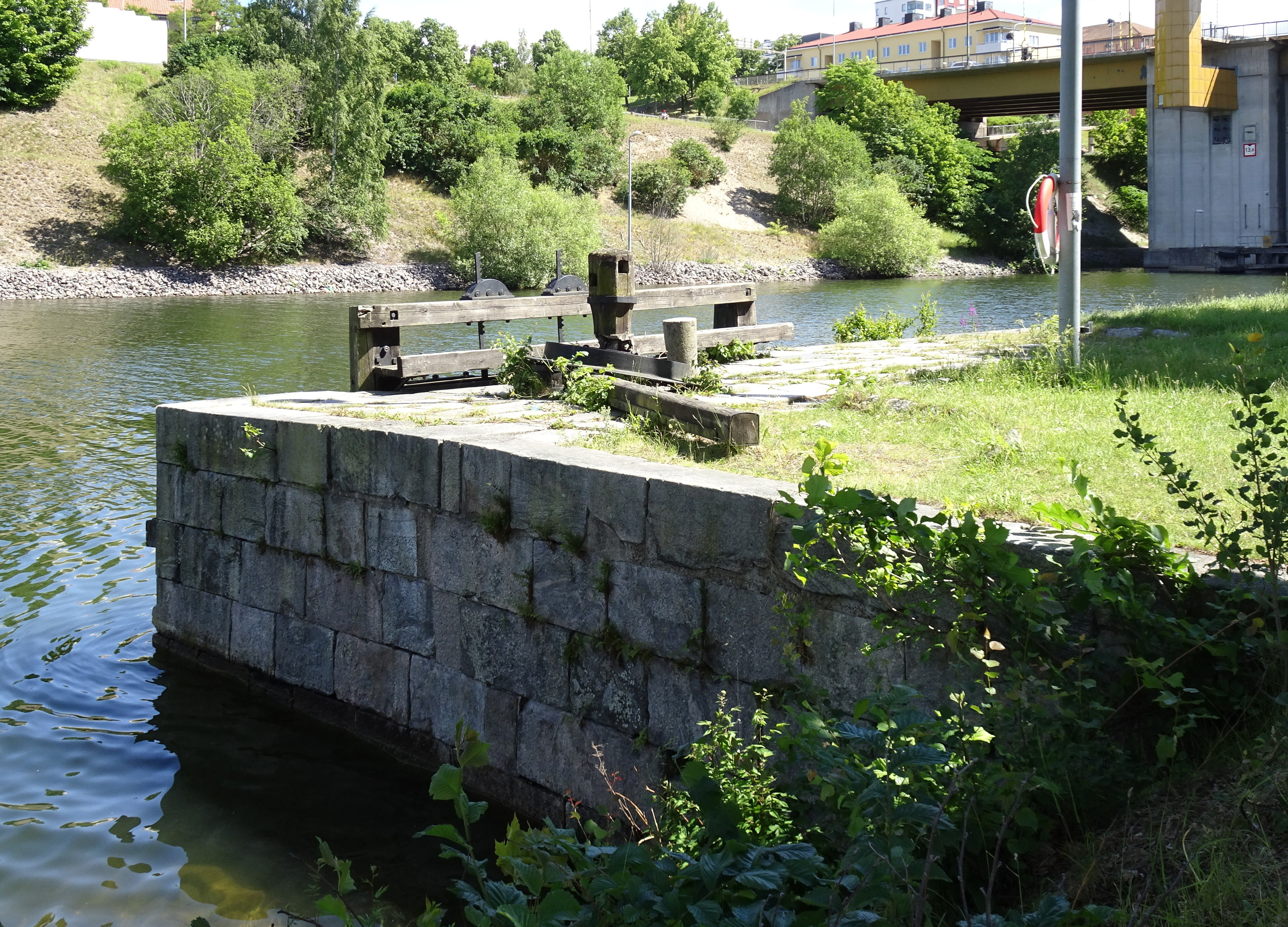
Gamla slussens rester, 2017.
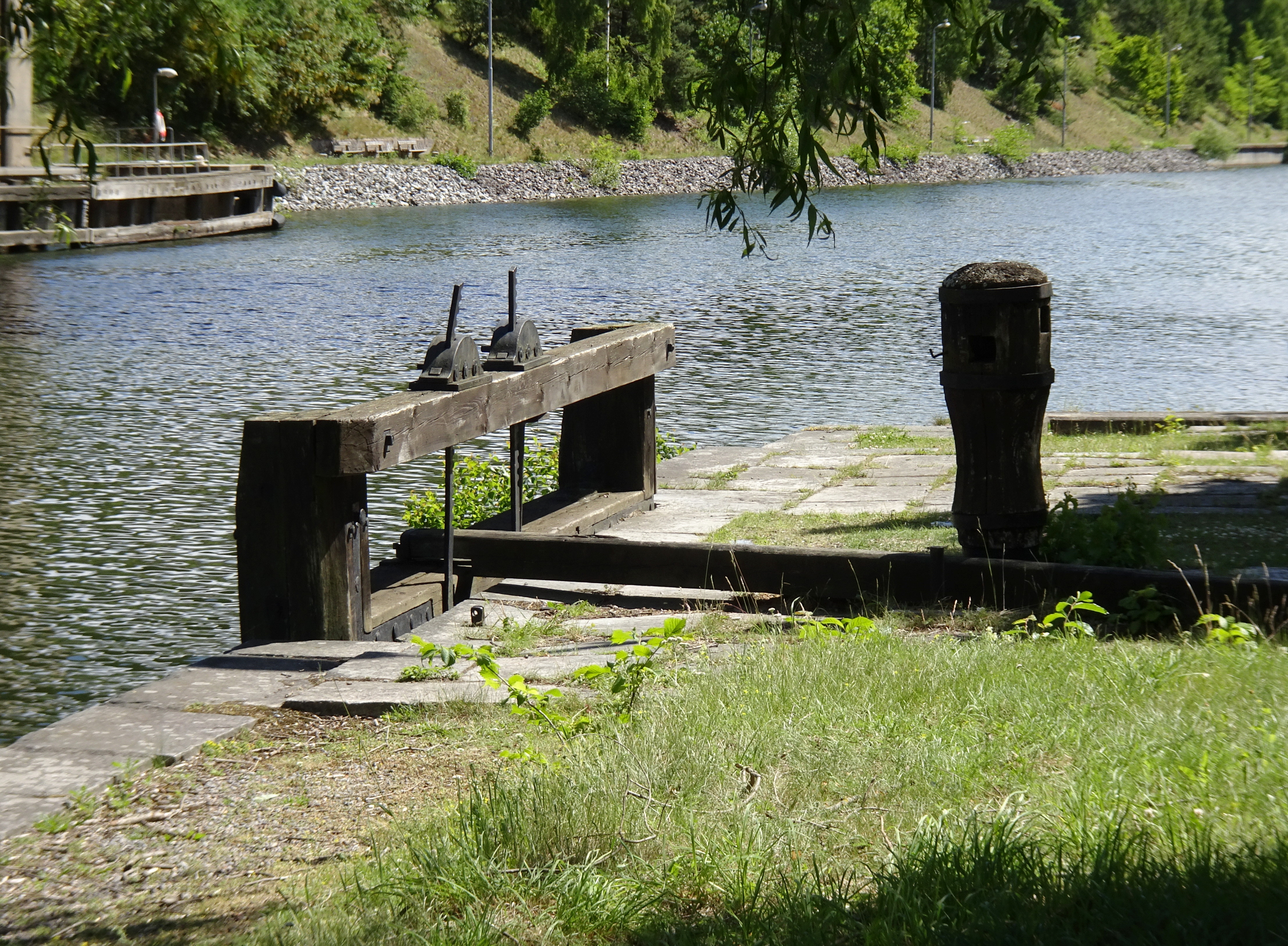
Gamla slussens rester, 2017.
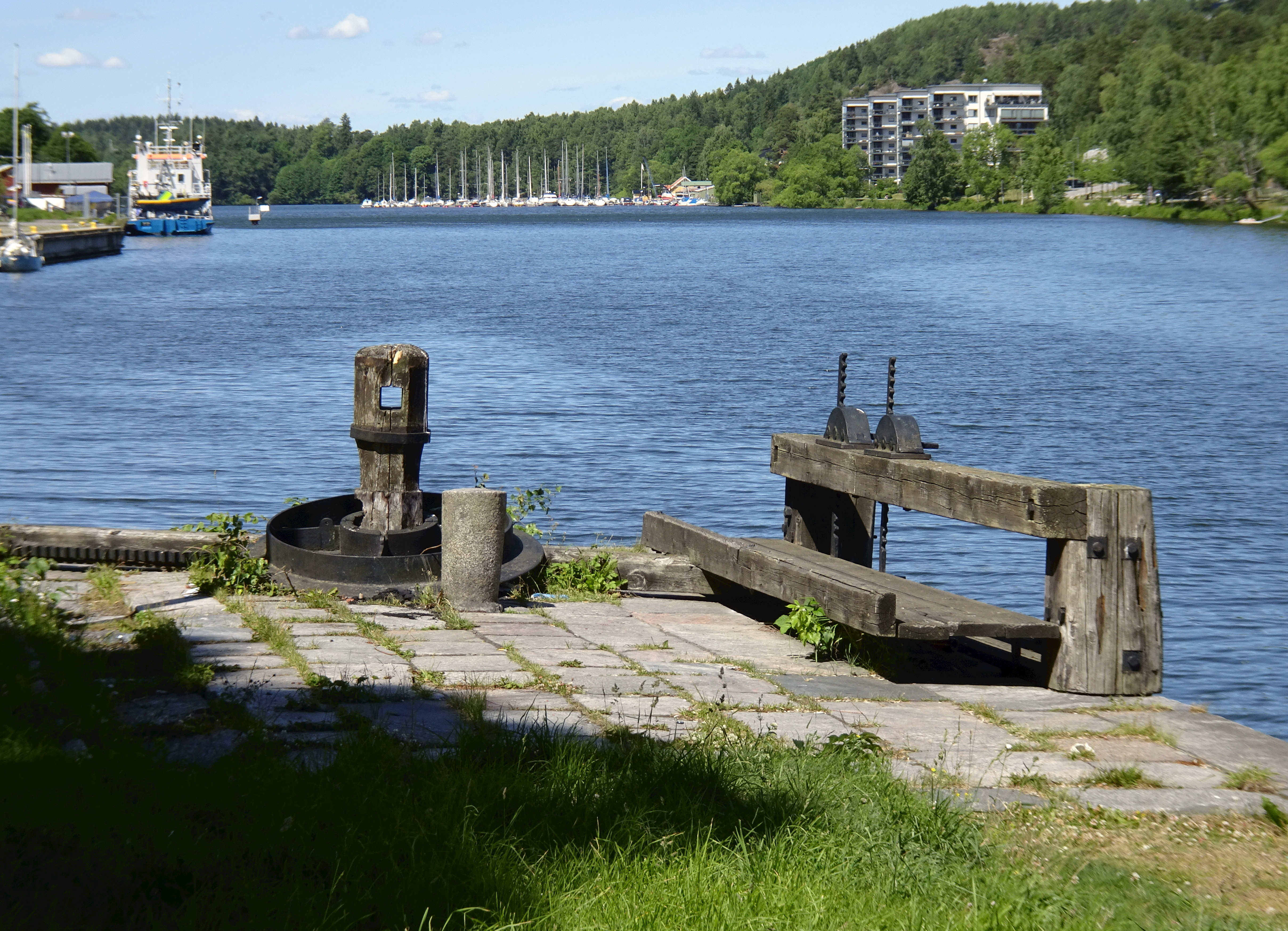
Gamla slussens rester, 2017.

## Dagens sluss
Slussen är belägen mellan Lotsudden och friluftsområdet Kusens Backe. Tillsammans med den gamla Marenbron är Slussbron vid Södertälje sluss den mest centralt belägna förbindelsen mellan stadens östra och västra sida. Den nya slussen invigdes samtidigt med den ombyggda kanalen den 17 november 1924 av kung Gustaf V och blev betydligt större än den första. Slusskammaren är 135 meter lång och 19,6 meter bred. Vattendjupet över slusströsklarna är 7,80 m. Över södra slussporten leder en klaffbro som kallas Slussbron som invigdes samtidigt med slussen. De södra slussportarna byttes år 2007.
Lotsarna vid Sjöfartsverkets kontor sköter hela lotsfarleden från Landsort i söder till dess att kanalen upphör. De sköter fjärrstyrningen av Södertäljes samtliga broar, från Igelstabron (som inte är öppningsbar, men ändå övervakad) i söder till Mälarbron i norr. Personalen sitter i lotshuset som står intill södra slussporten. Det och ett nytt kanalkontor med kanalmästaren bostad uppfördes 1924. Lotshuset påbyggdes 1998 men den ursprungliga byggnadskroppen har 1920-talsklassicistiska stildrag.
Gatan som löper fram till bron på västra sidan Lotsudden heter Slussgatan, och går från Marenplan. Från brons östra sida utgår Grödingevägen, som går till Östertälje via Rosenlund och Viksängen.

### Bilder, nuvarande sluss

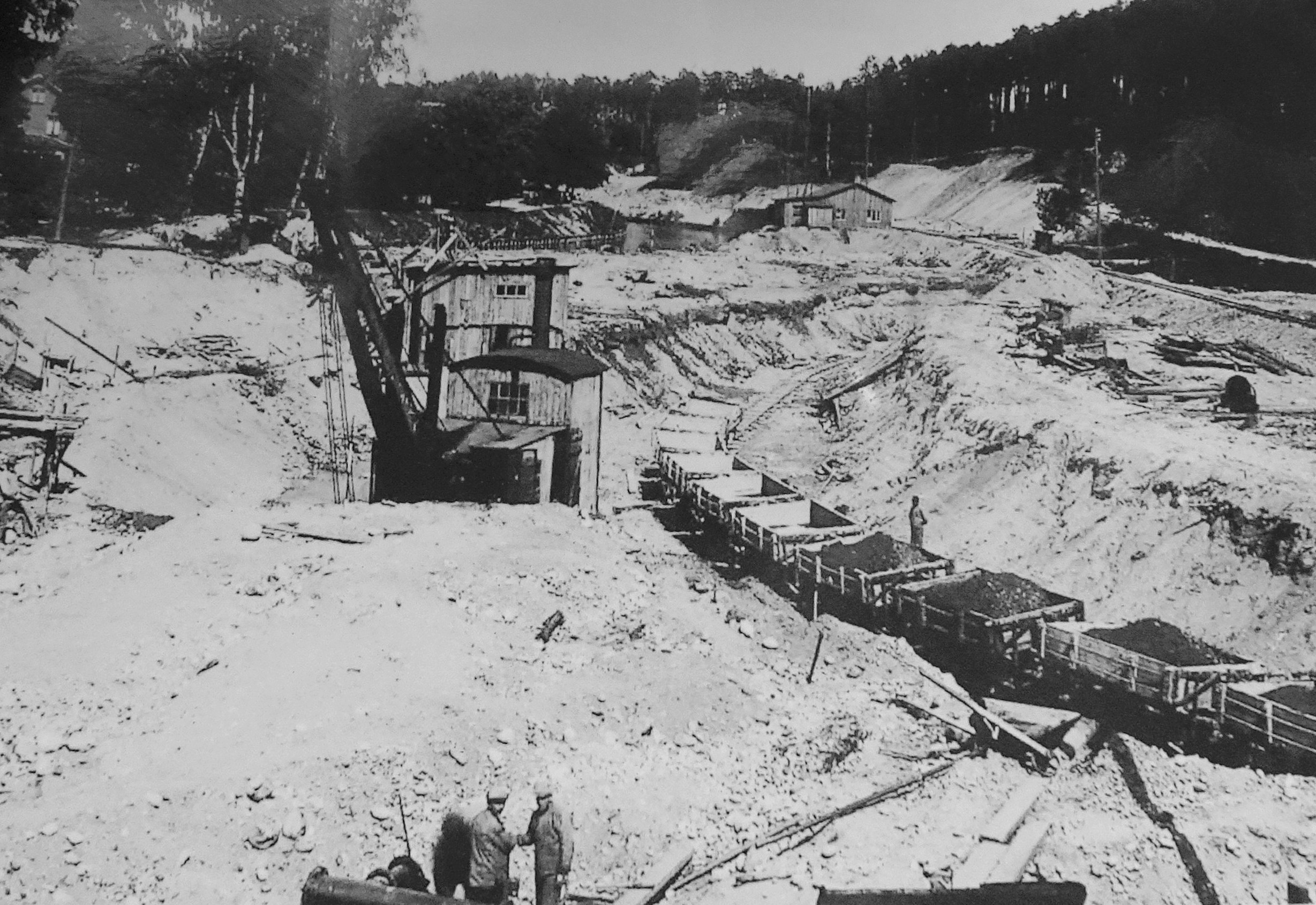
Schaktarbetena för slussen, början av 1920-talet.
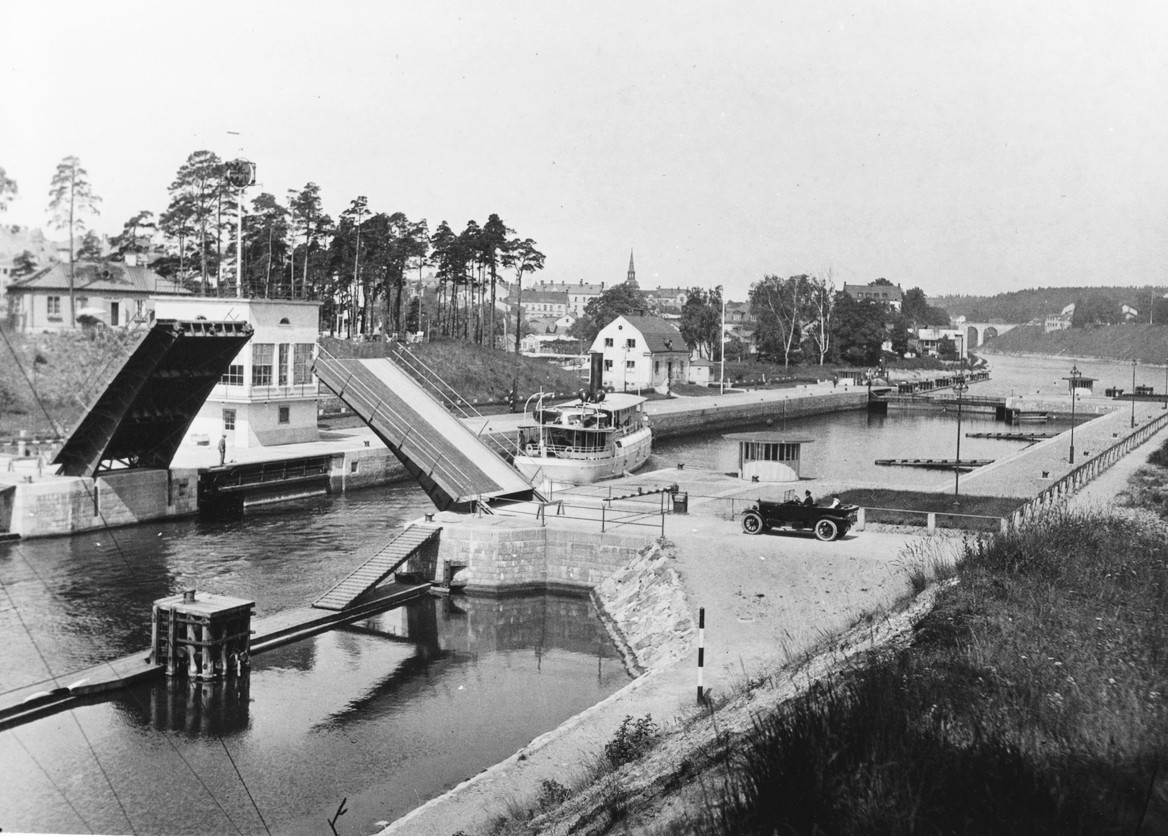
Slussen och slussbron på 1920-talet.
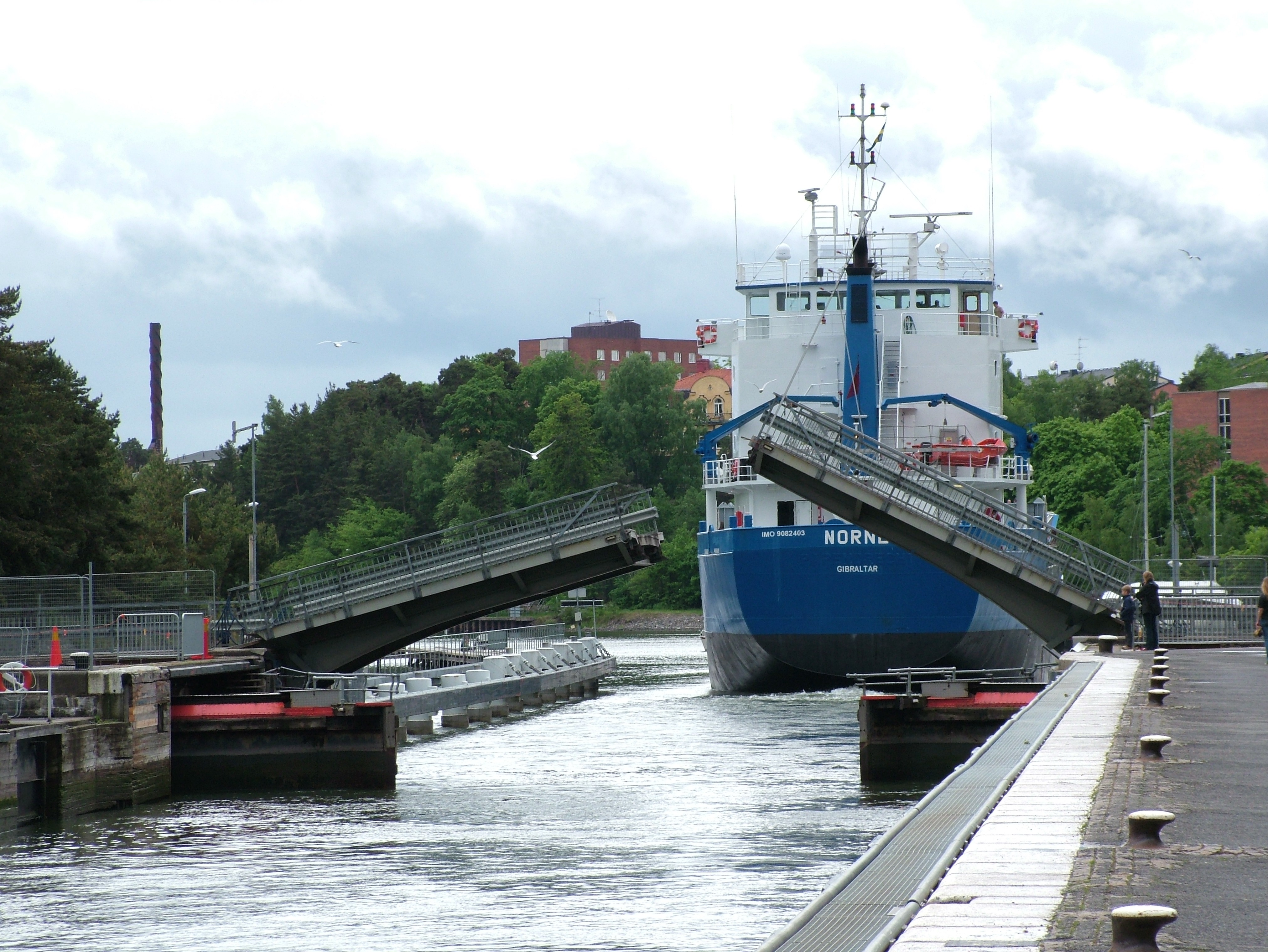
Ett fartyg lämnar slusskammaren mot Östersjön, 2005.
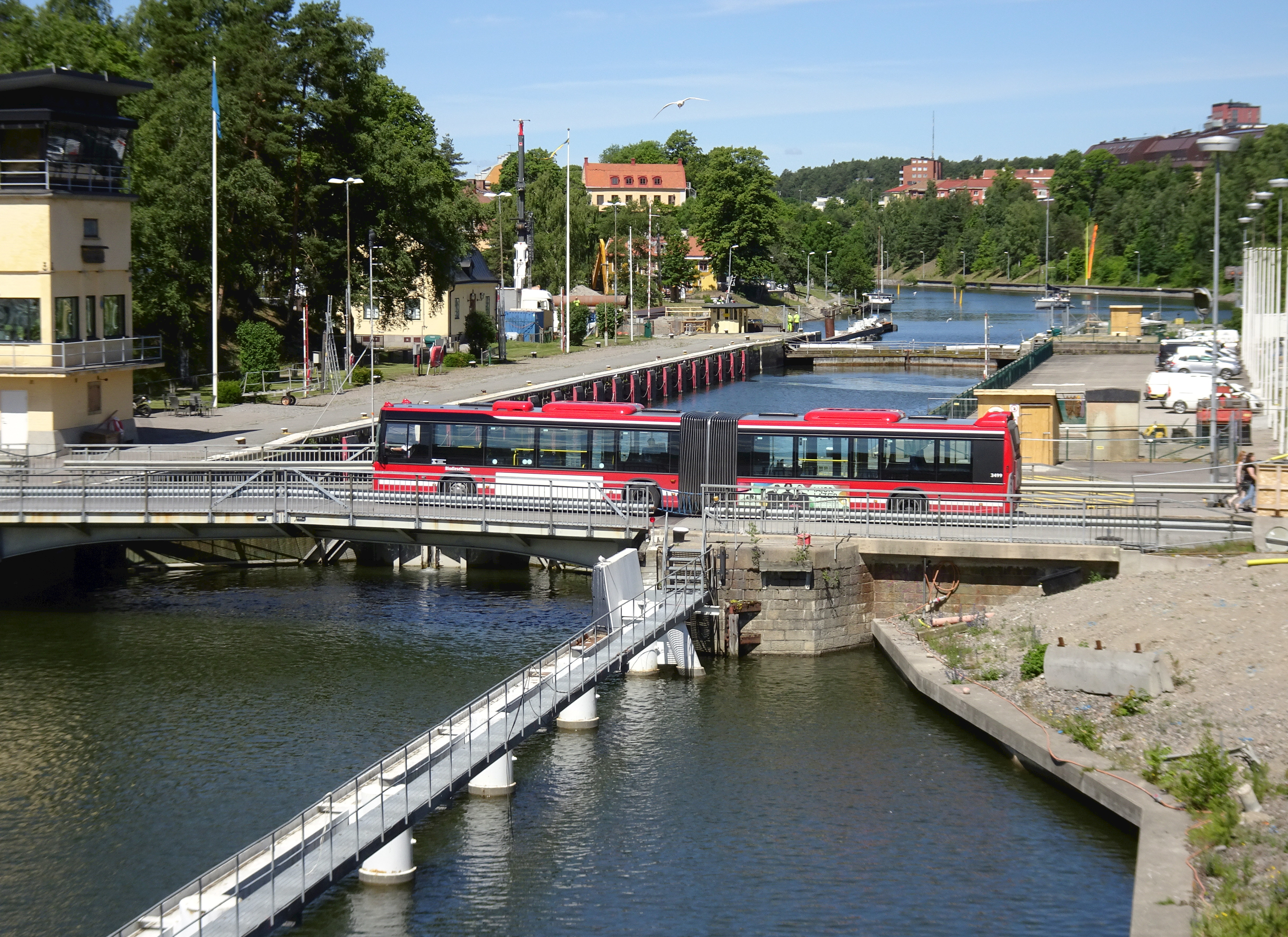
Nya slussen och Slussbron, 2017.
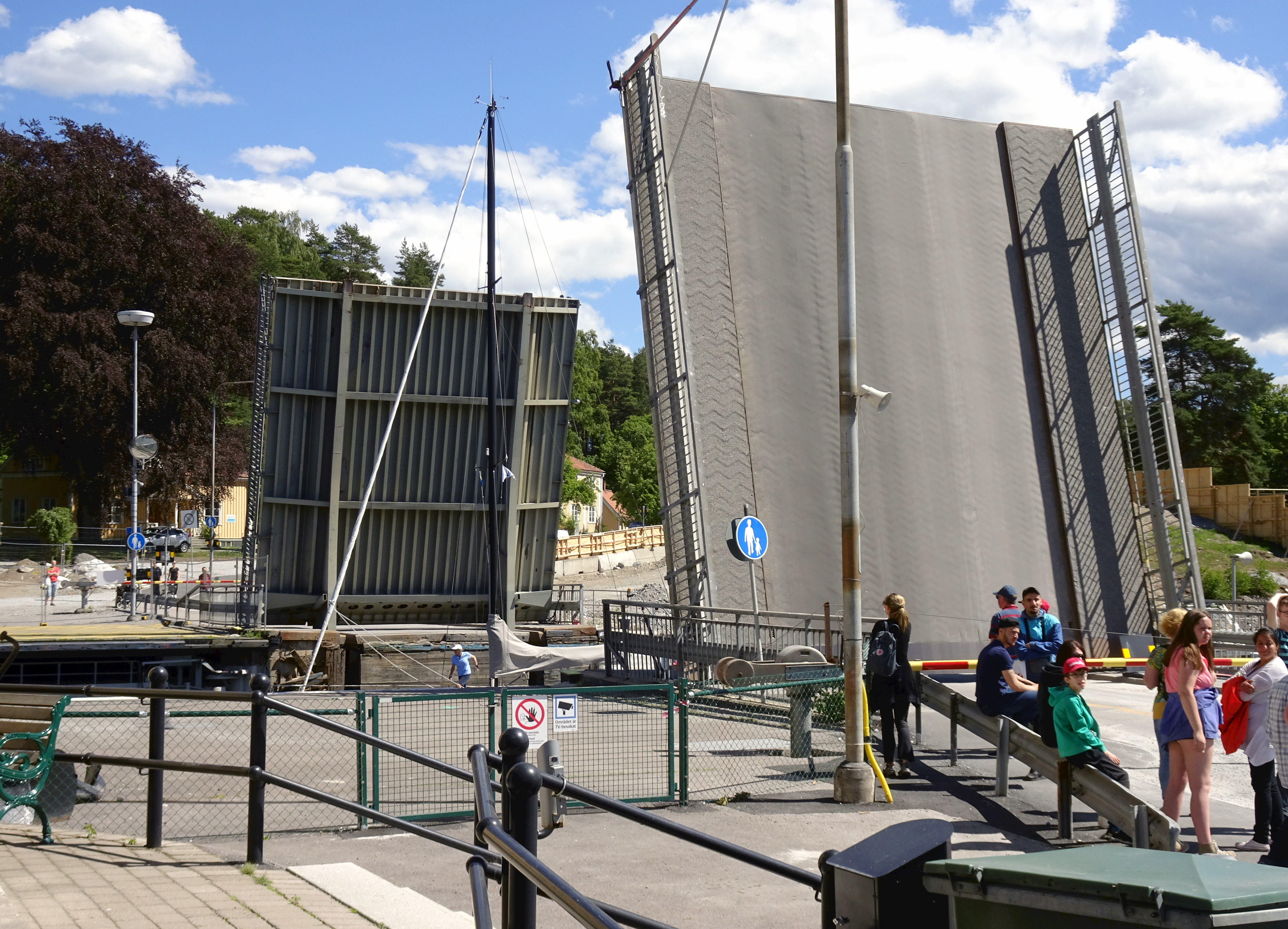
Slussbron med klaffarna upp, 2017.

## Mälarprojektet
Arbetena i Södertälje kanal påbörjades hösten 2016 och hela projektet beräknades vid projektstart vara avslutat årsskiftet 2019/2020. I samband med Mälarprojektet som skall göra farleden genom Södertälje kanal säkrare och tillgänglig för upp till 160 meter långa och 23 meter breda fartyg ändras slussens storlek och utformning. Efter ombyggnad kommer slussen att vara strax över 200 meter lång och 25 meter bred (mot nuvarande 135 x 19,6 meter). Djupet blir oförändrad 7,8 meter. Enligt planen skall slussen vara öppen för båttrafik under hela projektet.
De nya slussportarna inklusive en ny del av slusskammaren kommer att byggas i torrhet vid sidan av kanalen. När slusskonstruktionen är färdigbyggd installeras den nya slussporten och testkörs. Sedan lanseras hela konstruktionen ut i kanalen till i förväg utschaktade mottagningsgropar. När den nya delen är plats, rivs den gamla slussporten. Arbetsmetoden säkerställer att fartygstrafiken genom slussen kan fortgå. För några arbetsmoment kommer det dock att krävas kortare avbrott i fartygstrafiken. Farleden breddas genom att kanalslänterna under vattenytan (som är rundade idag) spontas och muddras bort och bli rakare. Därmed blir vattenytans bredd oförändrad.
Uppdraget för ett av Sveriges för närvarande största marina projekt gick till tyska Züblin. Uppdragsgivaren är Sjöfartsverket. Kontraktsumman är 1 183 Mkr. Där ingår bland annat nya slusshuvuden, slussportar, slusskammare, teknikhus, ny klaffbro över kanalen, ny spont längs stora delar av kanalen samt nya gångvägar längs med kanalen.

## Bilder, Mälarprojektet

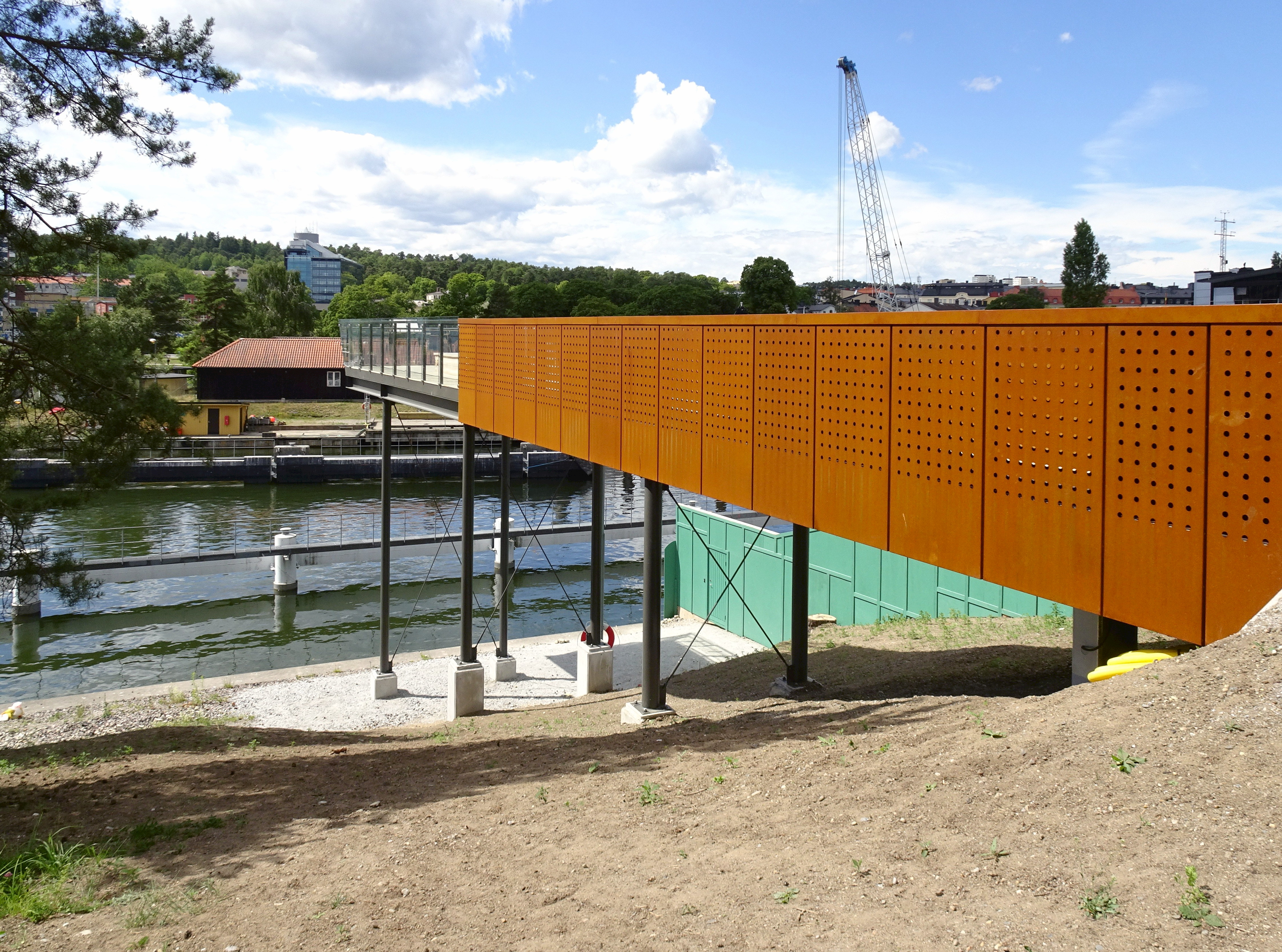
En utsiktsplattform vid slussen ingår i Mälarprojektet.
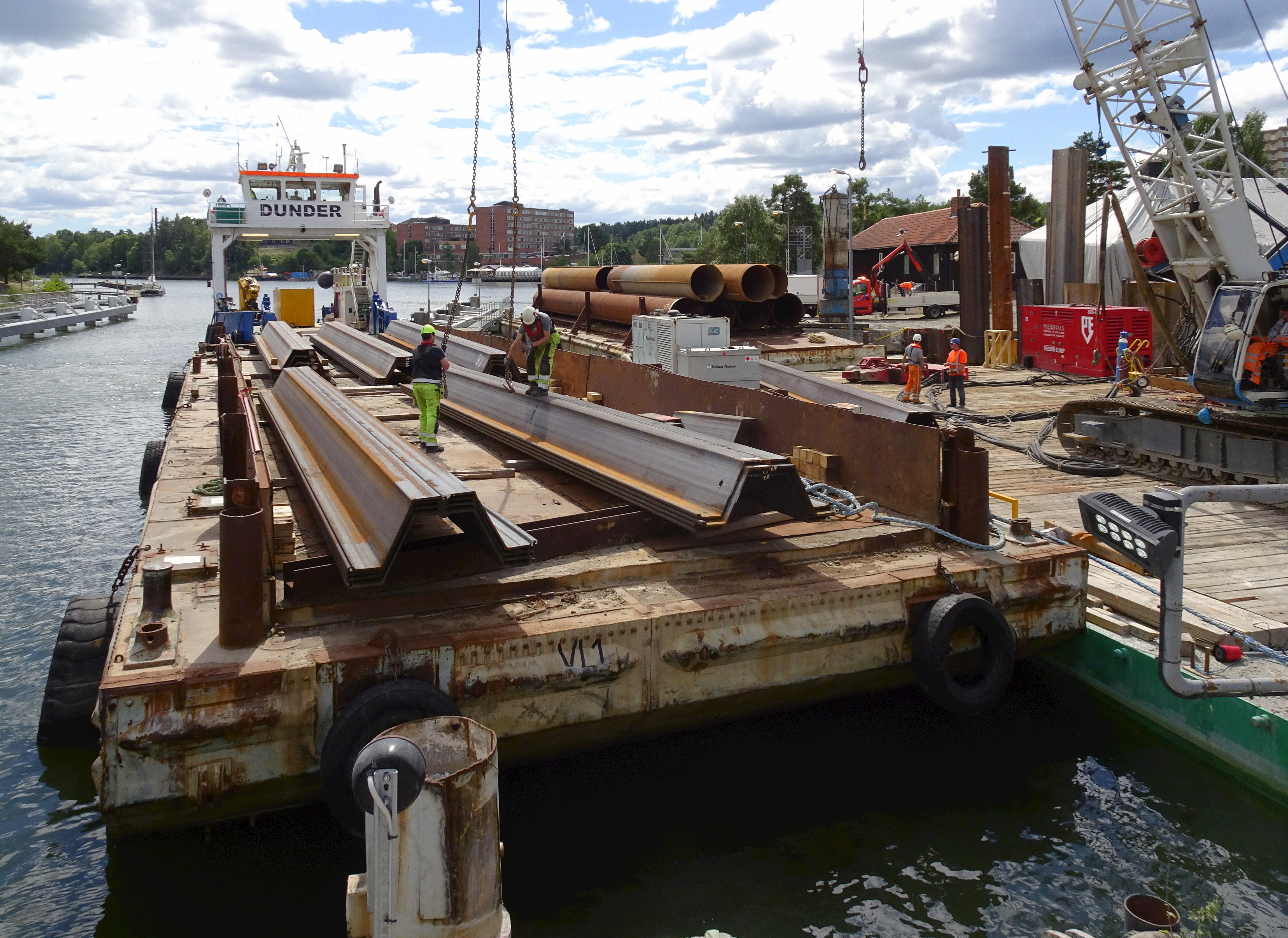
Byggarbeten för Mälarprojektet.
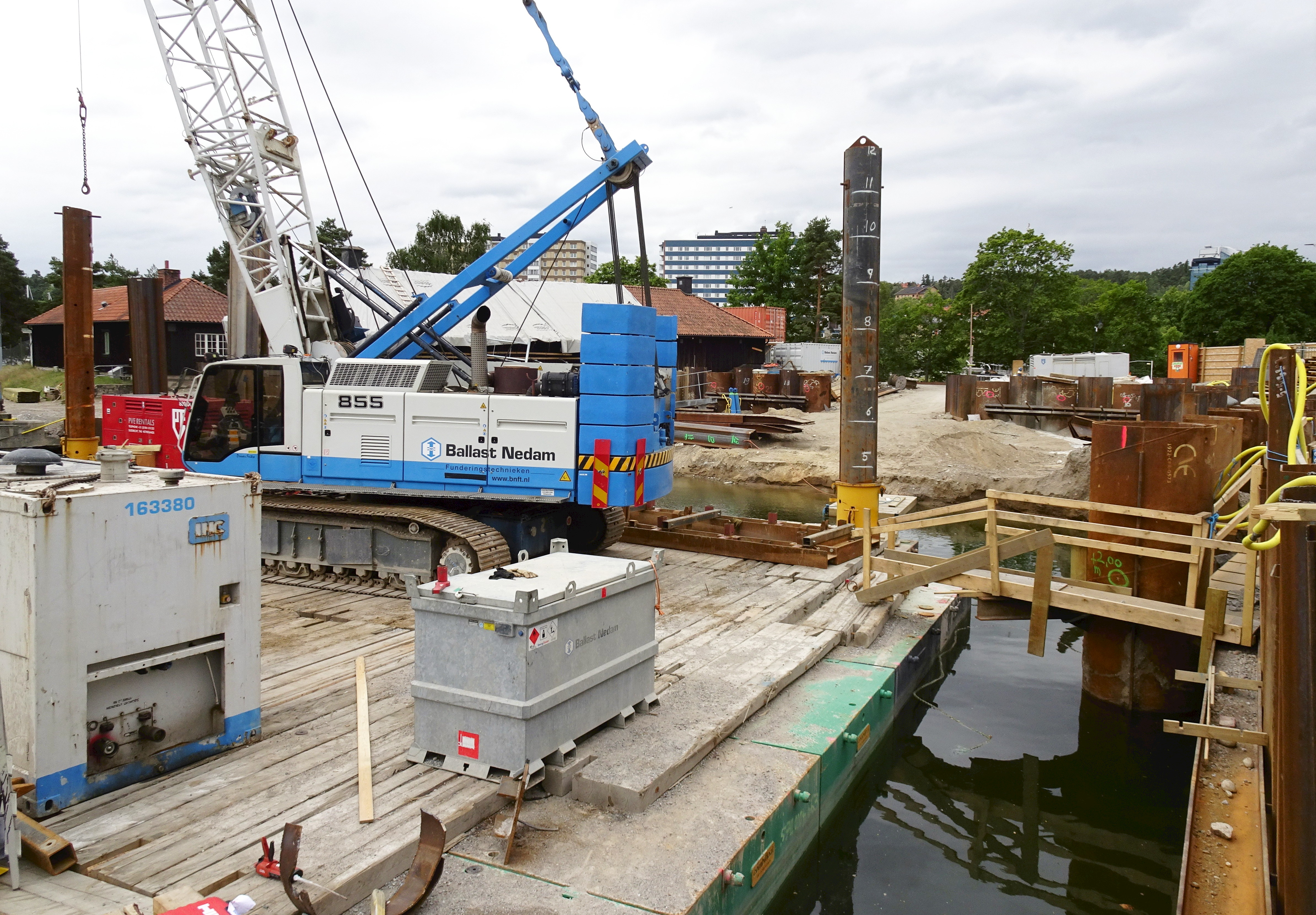
Ombyggnad av slussen, 2017.
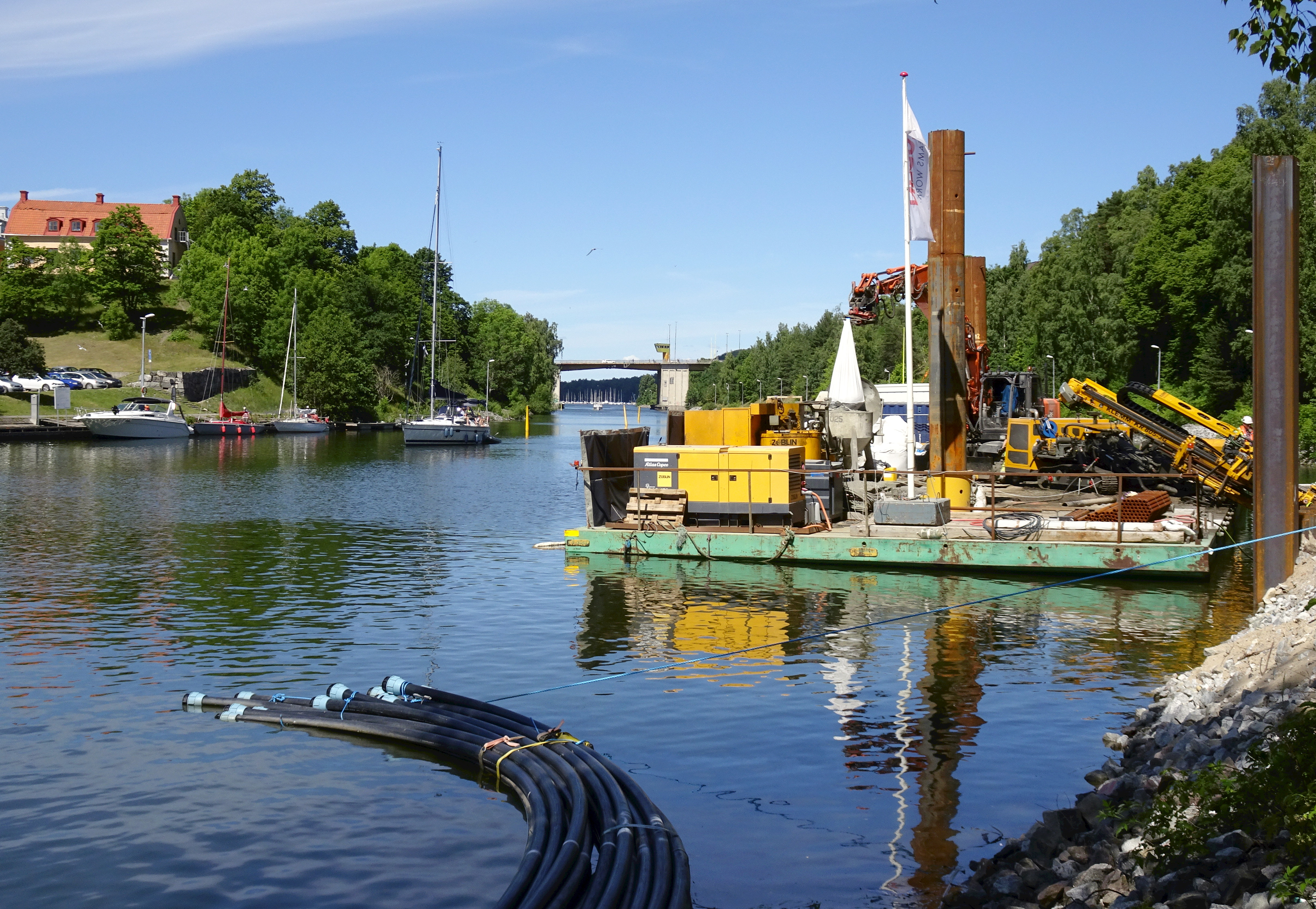
Byggarbeten i Södertälje kanal 2017.
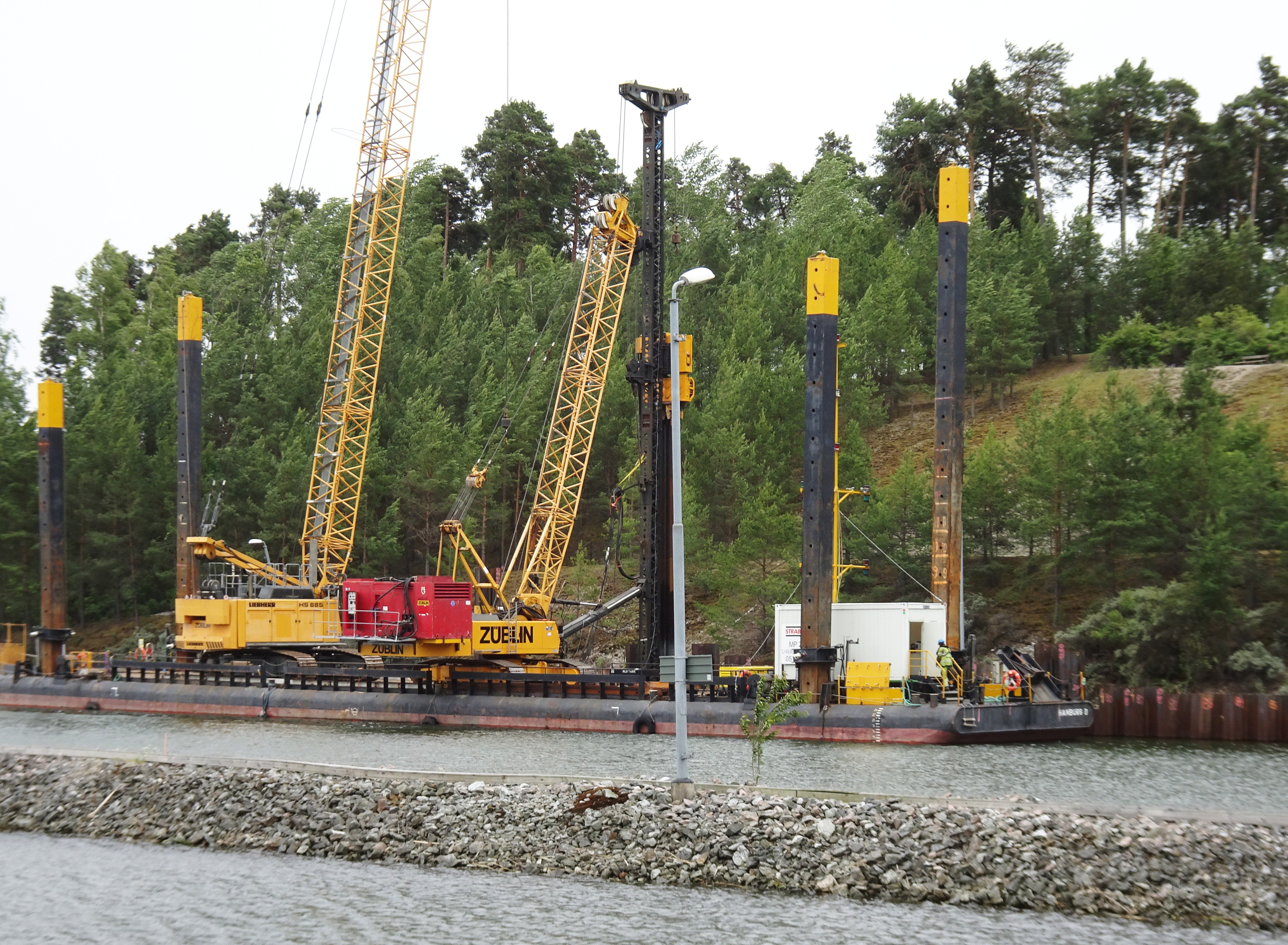
Spontning i Södertälje kanal 2017.